# الدخرات القصير (الرقة)
الدخرات القصير قرية سورية تتبع ناحية سلوك في منطقة تل أبيض في محافظة الرقة. بلغ عدد سكانها 62 نسمة في عام 2004 حسب إحصاء المكتب المركزي للإحصاء.